# Graham Ryding
Pour les articles homonymes, voir Ryding.
Graham Ryding, né le 16 juin 1975 à Winnipeg, est un joueur professionnel de squash représentant le Canada. Il atteint le 10e rang mondial en novembre 1999, son meilleur classement. Il est champion du Canada à trois reprises entre 1997 et 2004. 
Son principal exploit international est réalisé lors des championnats du monde 2004 où il atteint les demi-finales, seulement stoppé 12-10 au 5e jeu par le futur champion du monde Thierry Lincou. 
Il est médaille d'or individuel et par équipe aux Jeux panaméricains de 1999, par équipe aux Jeux panaméricains de 2003 et médaille de bronze en squash aux Jeux mondiaux de 1997.

## Palmarès

### Titres
- Championnats du Canada : 3 titres (1997, 1998, 2004)

### Finales
- Motor City Open : 2002